# Buslijn 3 (Groningen-Leek)
De Groningse buslijn 3 is een buslijn van Qbuzz in de concessie Groningen-Drenthe. De bus rijdt volgens de formule van Q-link, een netwerk van zeven HOV-lijnen die de binnenstad van Groningen verbinden met de omliggende dorpen. Lijn 3 heeft hierbij de route van Tolbert en Leek naar de Groningse wijk Lewenborg tot Ruischerbrug. Tussen P+R Hoogkerk en P+R Kardinge is de lijn gebundeld met lijn 4 Roden-Beijum.  
De huidige lijn doet op de route Leek, Midwolde, P+R Hoogkerk, het Hoofdstation, de Binnenstad, het UMCG, de Korrewegwijk, P+R Kardinge en Lewenborg aan. De lijn wordt gereden met de gelede bus Heuliez GX 437 en daarvoor met de gelede bus Mercedes-Benz Citaro G en de extra lange gelede bus Mercedes-Benz CapaCity.

## Geschiedenis
De huidige lijn 3 is ontstaan in 2014 door het combineren van het oostelijk deel van stadsbus lijn 3 en Qliners 306 en 316. De lijn ontstond tegelijkertijd met Q-link lijnen 4, 5 en 15. Tussen 2014 en 2016 zijn er praktisch geen wijzigingen aan de lijn gedaan. Het enige is dat de halte Bedrijven Peizerweg is toegevoegd bij de busstalling van Qbuzz aan de Peizerweg. 
Op 8 mei 2016 werd de buslijn één halte doorgetrokken van Meerpaal naar Ruischerbrug, om zo een betere aansluiting te kunnen geven op lijn 140 Groningen-Delfzijl. Tevens werd de nieuwe busbaan tussen de Paterswoldseweg en het hoofdstation in gebruik genomen. Hierdoor verviel de halte Kamerlingh Onnesstraat.

## Huidige situatie
- Van maandag t/m vrijdag rijdt de lijn de gehele dag tussen de 2x en 8x per uur en in het weekend 2x per uur.
- In de ochtendspits, alleen op schooldagen, rijden 6 extra ritten van P+R Hoogkerk naar de halte Loefzijde, 3 van deze ritten beginnen al in Roden.
- Tussen circa 14:00 en 17:00 rijden ook extra ritten in beide richtingen tussen P+R Hoogkerk en Lewenborg.
- Op zaterdag wordt na 09:30 tussen P+R Hoogkerk en Ruischerbrug elk kwartier gereden en wordt naar Leek slechts 2x per uur gereden. Voor 09:30 wordt elk half uur het hele traject gereden.
- In de zomervakantie wordt doordeweeks 2x/uur vanaf de Bousemalaan en 1x/uur vanaf Oostindië gereden.

## Zie ook

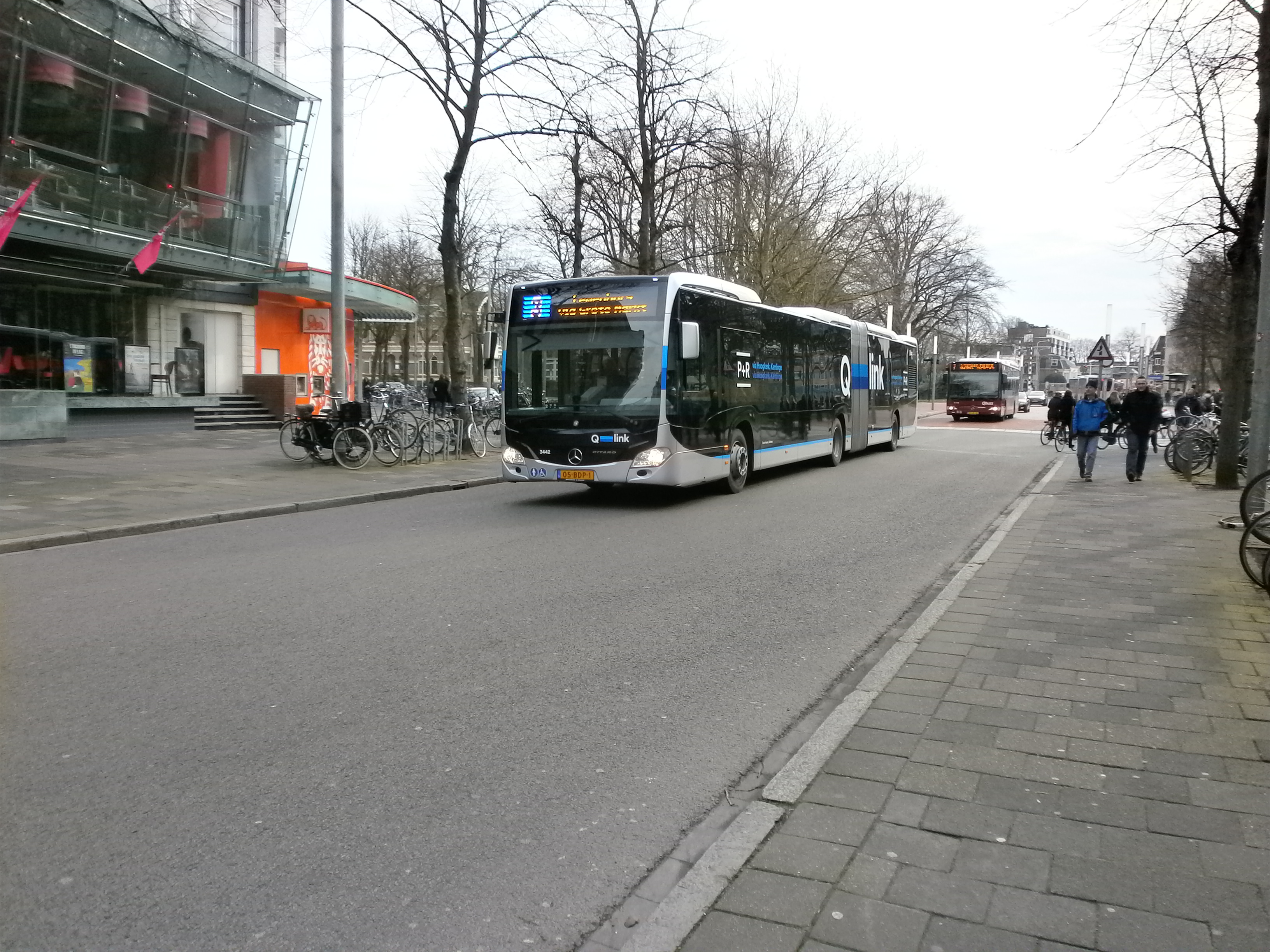
Q-link lijn 3 op het Hereplein